# Chloroclystis xanthocomes
Chloroclystis xanthocomes är en fjärilsart som beskrevs av Louis Beethoven Prout 19226. Chloroclystis xanthocomes ingår i släktet Chloroclystis och familjen mätare. Inga underarter finns listade i Catalogue of Life.